# Dear My Dear
Dear my Dear —estilizado como Dear my dear— es el segundo miniálbum del cantante surcoreano Chen. Fue lanzado el 1 de octubre de 2019 por SM Entertainment y distribuido por Dreamus.

## Antecedentes y lanzamiento
El 29 de agosto de 2019, se anunció que Chen se estaba preparando para lanzar un segundo miniálbum a principios del 1 de octubre.
El 11 de septiembre, SM Entertainment subió las dos primeras imágenes teaser, donde se reveló el título del disco. También se reveló que el álbum contendría seis canciones como su anterior EP. El 27 de septiembre, se lanzó el primer teaser del vídeo musical de «Shall We?», sencillo del disco, luego un segundo dos días después.
Finalmente el 1 de octubre, el álbum fue lanzado oficialmente, junto al videoclip.

## Composición
«Shall We?», producida por Kenzie, se describe como una canción pop retro que combina un ambiente sofisticado y una melodía romántica creada por arreglos pop clásicos estándar y letras sobre el amor. «Amaranth» es una balada con sonido de guitarra acústica, con un mensaje de anhelo y consuelo para un ser querido. «Hold You Tight» es una canción acústica con un alegre sonido de guitarra, la letra expresa la calidez y el alivio de abrazar a alguien importante. «You Never Know» es una balada que combina el piano, contrabajo y batería, similar a un trío de jazz, combinada con una conmovedora letra sobre la confesión con alguien que amas. «My Dear» se describe como una canción britpop brillantemente desarrollada. Chen participó en la escritura de la letra que trata sobre la despedida de una hermosa historia de amor. «Good Night» se describe como una balada curativa con un mensaje cálido.

## Promoción
El día del lanzamiento del disco, Chen realizó una presentación en Yes24 Live Hall, el evento fue organizado por Sehun y transmitido en vivo por V Live. Interpretó «Shall We?» y comentó sobre el álbum.  El mismo día, una hora antes del lanzamiento del EP, el cantante realizó una transmisión titulada «Dear FM my dear, it's CHEN» por V Live.
Posteriormente, el 6 de octubre, comenzó a interpretar el sencillo en programas musicales de Corea del Sur. El 4 de octubre, Chen organizó un evento de fanes en Yes24 Live Hall en Seúl y el 8 de octubre, realizó nuevamente el evento en Lotte World Tower Auditorium y al día siguiente en Busan y Daegu.

## Lista de canciones
| Dear My Dear |                                             |                                               |                                                                      |          |  |
| N.º          | Título                                      | Letras                                        | Música                                                               | Duración |  |
| 1.           | «Shall We?» (우리 어떻게 할까요?)           | Kenzie                                        | Kenzie                                                               | 3:41     |  |
| 2.           | «My Dear» (그대에게)                        | Kim Jong-dae, Kim Je-hwi                      | Kim Je-hwi                                                           | 3:58     |  |
| 3.           | «Amaranth» (고운 그대는 시들지 않으리)      | Eun Jong-tae (Clef), Cody J (Clef), Clef Crew | Eun Jong-tae (Clef), Cody J (Clef), Choi Cheon-gon (Clef), Clef Crew | 3:16     |  |
| 4.           | «Hold You Tight» (널 안지 않을 수 있어야지) | Vera (Clef), Clef Crew                        | Vera (Clef), Clef Crew                                               | 3:14     |  |
| 5.           | «You Never Know» (그댄 모르죠)              | Snnny (Clef), Clef Crew                       | Snnny (Clef), Clef Crew                                              | 4:07     |  |
| 6.           | «Good Night» (잘 자요)                      | Min Yeon-jae                                  | King's Choice, Kim Dong-hee, Benjamin 55                             | 3:39     |  |
| 22:00        |                                             |                                               |                                                                      |          |  |

## Posicionamiento en listas

### Listas semanales
| Listas (2019)                 | Mejor posición |
| ----------------------------- | -------------- |
| Francia (SNEP)                | 45             |
| Japón (Oricon)                | 36             |
| Japón (Billboard Japan)       | 31             |
| Corea del Sur (Gaon)          | 1              |
| Estados Unidos (World Albums) | 7              |

### Lista mensual
| Lista (2019)         | Mejor posición |
| -------------------- | -------------- |
| Corea del Sur (Gaon) | 36             |

## Historial de lanzamiento
| Región        | Fecha                | Formato                 | Distribuidora             |
| ------------- | -------------------- | ----------------------- | ------------------------- |
| Corea del Sur | 1 de octubre de 2019 | CD, descarga, streaming | SM Entertainment, Dreamus |
| Varios        | 1 de octubre de 2019 | Descarga, streaming     | SM Entertainment          |